# 小河镇 (宜城市)
小河镇，是中国湖北省襄樊市宜城市的一个镇。焦柳铁路、襄荆高速公路，207国道和316省道穿境而过，交通十分便利。2001年小河镇被确定为湖北省小城镇建设一百个重点镇之一。